# Хагнон
Хагнон (на старогръцки: Ἅγνων, Hagnon, † 412 пр.н.е.), син на Никий  е политик и генерал в Древна Атина през 2. половина на 5 век пр.н.е.
Той е генерал (strategoi) на Атина при наказателната експедиция против Самос през 440/439 пр.н.е. През 437/436 пр.н.е. в Ennea Hodoi (Eneia, Aineios), основава гръцката колония с новото име Амфиполис.
В началото на Пелопонеските войни Хагнон, който е политически против Перикъл, е избран през 431/430 и 429/428 пр.н.е. отново за стратег. Той работи в Потидея и Тракия. През 421 пр.н.е. той е противник на мирния договор на Никий, сключен от Атина със Спарта и нейните съюзници.
През 413 пр.н.е. Хагнон участва в държавен съвет след катастрофалната за Атина сицилианска експедиция (415 – 413 пр.н.е.). След това Хагнон не се споменава повече, вероятно е умрял около 412 пр.н.е.
Баща е на Терамен (* ок. 455 пр.н.е., † 404 пр.н.е.), политик и генерал на Древна Атина. 